# 発売されなかったファミリーコンピュータのゲームタイトル一覧
本項は、発売されなかったファミリーコンピュータ用ソフトの一覧であり、ファミリーコンピュータの日本国外版にあたるNintendo Entertainment System用ソフトも含める。
『ファミコン発売中止ゲーム図鑑』の著者・鯨武長之介によると、お蔵入りとなった作品はファミコン最初期から存在していたものの、『スーパーマリオブラザーズ』が発売された翌年の1986年あたりからサードパーティでも該当例が出てきたといい、1987年の時点では大手の作品や版権もので中止になった作品が出てくるようになったという。また、1988年からは日本国外のみでの発売に切り替えられるケースも出てくるようになった。さらに1991年の時点ではほぼ完成した状態で見送られるケースが多いと鯨武は分析しており、前年に登場したスーパーファミコンの影響を指摘している。

## 一覧
凡例
- 以下のケースは除外する
  - 一部の国や地域での発売が見送られた作品（例：『アベンジャーズ（英語版）』[5]、『ギミック!』[6]）
  - 当初の予定から題名や内容を変更したうえで発売した作品（例：『つるピカハゲ丸 めざせ!つるセコの証[7]』）。
  - 非ライセンス品（例："Cheetahmen II"）

| タイトル                                    | 発売元                             | 備考 | 脚注                        |
| ------------------------------------------- | ---------------------------------- | --- | --------------------------- |
| アドベンチャーゲーム                        | 任天堂                             | 1984年3月までに発売予定だった | [ 8 ]                       |
| 宇宙戦争ゲーム                              | 任天堂                             | 1984年3月までに発売予定だった | [ 8 ]                       |
| ドンキーコングの音楽遊び                    | 任天堂                             | 1983年内に発売予定だった。 かつてハドソンに所属していた桜田名人は2016年のツイートの中で、ハドソンに入社して間もない頃にこのソフトを見つけて試遊したことを明かしている。 任天堂は発売中止の理由を明言していないが、桜田名人は試遊した感触からゲーム性の欠如を指摘し、収録楽曲の権利関係の不明瞭さも原因ではないかと推測している。 一方、「ファミリーコンピュータMagazine」の元編集長・山本直人と『ファミコン発売中止ゲーム図鑑』の著者・鯨武長之介は技術的な問題が原因ではないかと推測する。         | [ 8 ] [ 9 ]                 |
| ボウリング                                  | 任天堂                             | 1984年3月までに発売予定だった | [ 8 ]                       |
| ウォーロイド                                | アスキー                           | PCゲーム『エグゾアIIウォーロイド』を原作とする作品で、MSX版の移植になる予定だった | [ 10 ]                      |
| グレートソードマン                          | タイトー                           | 同名アーケードゲームの移植版になる予定だった | [ 11 ]                      |
| スーパーマリオブラザーズ2                   | 任天堂                             | 1986年に発売された同名のディスクシステム用ソフトの移植版になる予定だった | [ 11 ]                      |
| スクランブル21                              | ビクター音楽産業                   | 1986年9月に発売予定だった | [ 11 ]                      |
| ドタ君の冒険浪漫                            | イマジニア                         | PCゲーム『冒険浪漫』の移植版で、元々はディスクシステム用ソフトになる予定だった その後、何度か発売延期を繰り返し媒体やキャラクターデザインなどの変更が行われ、販促物の頒布も行われたものの最終的には発売されなかった | [ 2 ]                       |
| ラッシュ&クラッシュ                         | カプコン                           | 同名アーケードゲームの移植版 | [ 12 ]                      |
| ピタゴラスの謎                              | ハドソン                           | セガの同名アーケードゲームの移植版 当初は単体での発売予定だったが、『高橋名人のBUGってハニー』のミニゲームに流用された | [ 13 ]                      |
| ドラえもん2                                 | ハドソン                           | 映画『ドラえもん のび太と竜の騎士』上映時に告知カードが配布された | [ 14 ]                      |
| カロリー君vsモグラニアン                    | ビック東海                         | 同名アーケードゲームの移植版 1987年2月に発売予定だった | [ 15 ]                      |
| サイコソルジャー                            | SNK                                | 同名アーケードゲームの移植版 | [ 15 ]                      |
| ジャンプワールド                            | バップ                             | 1987年9月に発売予定だった | [ 15 ]                      |
| ダンプ松本                                  | サンリツ電気                       | 同名のプロレスラーを題材にした、セガの同名アーケードゲームの移植版で、1986年6月に発売予定だった セガ・マークIIIで『極悪同盟・ダンプ松本』として発売 | [ 15 ]                      |
| ピットストップII                            | ポニーキャニオン                   | 同名PCゲームの移植版 日本国外ではCommodore 64版がバーチャルコーンソールで配信されていた | [ 15 ] [ 16 ]               |
| ファイヤートラップ                          | ケイ・アミューズメントリース       | 同名アーケードゲームの移植版 | [ 15 ]                      |
| 歴史大冒険                                  | スコーピオンソフト                 | 1987年11月に発売予定だった | [ 15 ]                      |
| ロゼッタの謎                                | KEMCO[コトブキシステム]            | 1987年7月に発売予定だった | [ 15 ]                      |
| アイランド・アドベンチャー                  | ソフエル                           | 1987年9月に発売予定だった | [ 15 ]                      |
| 魔獣都市ナーガ                              | アイレム                           | 鯨武はテストプレイヤーから聞いた情報として、エンディングまで出来上がっていたと話している | [ 3 ]                       |
| 坂本龍馬                                    | 東芝EMI                            | | [ 17 ]                      |
| ダンジョン放浪記                            | アスキー                           | 1989年2月に発売予定だった なお1988年に公開された映画『妖女伝説'88』にて、開発中の同作が小道具として用いられた | [ 18 ]                      |
| シルヴィアーナ2                             | パック・イン・ビデオ               | ディスクシステム用ソフト『シルヴィアーナ』の続編となる予定だった | [ 19 ]                      |
| バルガス                                    | カプコン                           | 同名アーケードゲームの移植版 | [ 19 ]                      |
| バトルチョイス                              | コナミ                             | 2015年に発売された『コナミ・ファミコン・クロニクル Vol.3 ROMカセット編』にサウンドトラックが収録された。 また、2023年にはサンプルカセットがオークションに出された | [ 20 ] [ 21 ] [ 22 ] [ 23 ] |
| 怨霊村                                      | ソフエル                           | | [ 24 ]                      |
| ガデュリン                                  | セタ                               | PCゲーム『ディガンの魔石』の移植作として1989年3月に発売する予定だった プラットフォームをスーパーファミコンに変更し、内容も同作の大元となる小説『ガデュリン』のゲーム化に方針を切り替えた | [ 24 ]                      |
| ゲートボール                                | リコーエレメックス                 | | [ 24 ]                      |
| 殺意の階層2                                 | HAL研究所                          | | [ 24 ]                      |
| 新説・宮本武蔵                              | キングレコード                     | | [ 24 ]                      |
| スターヴァージン                            | ポニーキャニオン                   | 同名オリジナルビデオをゲーム化 鯨武は既に発売されたMSX版の移植ではないかと推測する | [ 24 ]                      |
| 西遊降魔録                                  | テクノスジャパン                   | 同名アーケードゲームの移植版 | [ 24 ]                      |
| ファンタジー                                | ボーステック                       | 同名PCゲームの移植版 | [ 24 ]                      |
| ファンタジーII                              | ボーステック                       | 同名PCゲームの移植版 | [ 24 ]                      |
| 妖怪大戦                                    | ホット・ビィ                       | | [ 24 ]                      |
| 幻獣創世紀                                  | 日本物産                           | 鯨武はソフトそのものはほぼ完成していたものの、斬新過ぎる内容故にお蔵入りになったのではないかと推測する | [ 25 ]                      |
| 神界                                        | 東映動画                           | 漫画家・若林健次がキャラクターデザインを手掛けた | [ 26 ]                      |
| 装甲騎兵ボトムズ                            | パック・イン・ビデオ               | 同名テレビアニメをゲーム化 | [ 27 ]                      |
| グリッドグラバー                            | ジャレコ                           | キャッチコピーには「アメリカからやってきた」とあるものの、日本国外での販売実績はない ただし、鯨武は海外のコレクターがサンプルROMを紹介している点から発売が予定されていたかもしれないと推測している | [ 28 ]                      |
| 株式道場パート2                             | ヘクト                             | | [ 29 ]                      |
| コンバットゾーン                            | BPS                                | ヨネザワから『バトルストーム』として発売 | [ 29 ]                      |
| エアーウルフ2                               | 九娯貿易                           | 『エアーウルフ』の続編 | [ 30 ]                      |
| 高校野球 栄冠は君に輝く                     | インダクションプロデュース         | | [ 30 ]                      |
| ザ・ゾンビ                                  | ホット・ビィ                       | 1989年4月に発売される予定だった。 | [ 30 ]                      |
| 白い鷹                                      | インダクションプロデュース         | 暴走族物のRPGになる予定だった | [ 30 ]                      |
| 熱血野球小僧                                | テクノスジャパン                   | | [ 30 ]                      |
| バリバリ伝説                                | タイトー                           | 同名PCエンジン用ソフトとは異なる | [ 30 ]                      |
| ブロックアウト                              | テクノスジャパン                   | 同名アーケードゲームの移植版 | [ 30 ]                      |
| 迷路大活劇ぱたぱたパニック                  | バリエ                             | | [ 30 ]                      |
| ローラーゲーム                              | インダクションプロデュース         | | [ 30 ]                      |
| ルーンマスター                              | バンダイ ユタカ                    | 堀井雄二が監修した作品で、1991年に発売予定だった | [ 31 ]                      |
| ゲオポリティク島における国家興亡論          | アイレム                           | 鯨武によるとボードゲーム『ディプロマシー』を参考にしていたとされている。 また鯨武は発売中止の理由として、だまし合いによる駆け引きを主体としたゲーム性がCPU戦と合わなかったのではないかと推測している | [ 32 ]                      |
| 狼たちの野望                                | ジャレコ                           | 『燃えろ!!プロ野球』シリーズをモチーフにしたアドベンチャーゲームで1990年に発売予定だった なお、本作のデータは現存しており、2016年の展覧会「ジャレコ展」で試遊可能な状態で展示され、作品の詳細が明かされた | [ 33 ] [ 34 ]               |
| 恐竜伝説                                    | HAL研究所                          | 恐竜の育成機能を含んだアクションRPG | [ 35 ]                      |
| レジェンド・オブ・ヒーロー・トンマ          | アイレム                           | 同名アーケードゲームの移植版で、後発のPCエンジンのみ発売された | [ 35 ]                      |
| ジャングル大帝                              | タイトー                           | 同名アニメをゲーム化 『ファミコン発売中止ゲーム図鑑』の著者・鯨武は、開発がアニメの放送終了に間に合わず、発売時期を逃したのではないかという説を紹介している | [ 36 ]                      |
| ZARKLEGEND 大魔王ザーク伝説                 | ジェイ・アンド・ユー               | 音楽家・中村泰士が音楽プロデューサーとして参加していた 鯨武によると1990年 - 1994年の間、発売日未定のままゲーム雑誌の新作紹介コーナーに掲載されていたという | [ 37 ]                      |
| トリトーン・ブラッディ                      | ザインソフト                       | PCゲーム『トリトーン』の続編になる予定だった | [ 38 ]                      |
| スペースオペラ 大いなる神々                 | ソフトウェア興業                   | 1990年3月ごろに発売が予定されており、人工頭脳によるオートバトルを目玉としていた | [ 39 ]                      |
| 大いなる完                                  | ヘクト                             | 本宮ひろ志の同名漫画をゲーム化 | [ 40 ]                      |
| ローピー                                    | ビック東海                         | 内容を変更し、バップから『ちいさなおばけアッチコッチソッチ』として発売された | [ 40 ]                      |
| バトルボール                                | アスミック                         | ラグビーと格闘技を併せた作品になる予定だった | [ 41 ]                      |
| オフザーケン                                | 徳間書店インターメディア           | 雑誌「ファミリーコンピュータMagazine」による企画で、キャラクターデザイナーとして漫画家の矢野健太郎が参加した 後に「スーパーファミコンの時代に突入した」ということで中止となったことが明かされた | [ 42 ]                      |
| GTコネクション                              | ナツメ                             | 1990年10月に発売予定だった | [ 43 ]                      |
| ジョナサン・バートン事件簿                  | ジャレコ                           | 当初は「アーカムの謎」という題名で、1990年7月に発売予定だった | [ 43 ]                      |
| 帝都大戦                                    | ポニーキャニオン                   | 映画『帝都物語』をゲーム化 | [ 43 ]                      |
| ファイナルファンタジーIV                    | スクウェア                         | 『ファイナルファンタジーV』と共に新作タイトルとして1990年にゲーム雑誌に掲載されるが、その3か月後に発売中止 その後、この告知の時点では構想の段階だったことが判明する なお、この時『ファイナルファンタジーV』として公表されていた作品のナンバリングが繰り上がり、 スーパーファミコン版『ファイナルファンタジーIV』として発売された | [ 43 ]                      |
| 鳳鳳伝説                                    | ヒューマン                         | | [ 43 ]                      |
| バイオフォースエイプ                        | セタ                               | 当初は『クラックバスター』として1991年7月発売予定だった 日本国外においては、1992年4月に発売中止が表明された のちにサンプルデータが流出した | [ 44 ] [ 45 ]               |
| シードック                                  | ビック東海                         | 1991年3月発売予定だった | [ 46 ]                      |
| スーパードッグブービー 赤ちゃん大冒険の巻   | ジャレコ                           | 1991年7月発売予定で、同年開催されたイベント「ファミコン・スペースワールド」でプレイアブル出展されていた | [ 46 ]                      |
| 茶々丸冒険記2 -魔法のカーペット-            | ヒューマン                         | ゲームボーイ用ソフト『茶々丸パニック』の続編 そのさらに続編であるゲームボーイ用ソフト『茶々丸冒険記3 アビスの塔』は発売された | [ 47 ]                      |
| プロサッカー                                | イマジニア                         | 同名パソコンゲームの移植版 スーパーファミコン版、ゲームボーイ版は発売。鯨武はスーパーファミコン版が発売されたことから、ファミコン版の開発が不要とみなされたのではないかと推測している | [ 47 ]                      |
| 怪盗シュガー                                | ビック東海                         | 同名漫画をゲーム化、日本国外でもSecret Tiesとして発売予定だった | [ 5 ]                       |
| アルタードスペース                          | EPICソニーレコード                 | ゲームボーイ版は発売された | [ 48 ]                      |
| キャッスルロード                            | メルダック                         | | [ 48 ]                      |
| 緊急発進セイバーキッズ                      | エンジェル                         | 同名テレビアニメをゲーム化 | [ 48 ]                      |
| ペスカトーレ                                | サンソフト[サン電子]               | 1991年頃に発表され、内容は「落ち物版オセロ」だった | [ 48 ]                      |
| ミグレイン                                  | アクレイムジャパン                 | ゲームボーイ版のみ発売 | [ 48 ]                      |
| ロッキー                                    | サミー                             | 同名映画をゲーム化 | [ 48 ]                      |
| 少年魔術師インディ                          | IGS                                | 同名ゲームブックの続編として1992年9月に発売される予定だった。2019年にサンプルカセットがオークションに出された。 | [ 49 ]                      |
| ディジャヴII                                | KEMCO[コトブキシステム]            | 1992年3月に発売予定だった その後、ゲームボーイカラー用ソフト「デイジャヴⅠ& II」として発売 | [ 50 ]                      |
| さとうげんの燃えよぶたマン!?                | シグマ                             | 漫画家の佐藤元が制作に参加しており、「さとうげん」シリーズ第4弾として1992年7月に発売予定だった | [ 51 ]                      |
| スイッチブレード                            | KEMCO[コトブキシステム]            | Amigaなどに向けて発売された「Switchblade II」の移植版で、1992年11月に発売が予定されていたが、日本国外版とともに発売中止となった。 なお、KEMCOはこの作品をきっかけにファミリーコンピュータから撤退し、スーパーファミコンに移行する。 また、2016年から2017年にかけて、開発スタッフのクリスチャン・ハーヴェイ（ Christian Harvey）がウェブサイト「Unseen64」にて、1年かけてAmiga版を移植しようとしていたが、版権元であるグレムリン・インタラクティブ側のトラブルにより発売に至らなかったと説明している | [ 53 ]                      |
| KABUTO Shogun Mayeda                        | ビック東海                         | 映画『兜 KABUTO』の続編となる予定だった | [ 54 ]                      |
| バチルス                                    | バップ                             | | [ 54 ]                      |
| ハリキリバレー                              | タイトー                           | | [ 55 ]                      |
| ラルファディア                              | タイトー                           | オムニバスRPGとなる予定だった | [ 55 ]                      |
| 中嶋悟のF1HERO3                             | バリエ                             | | [ 56 ]                      |
| バカラ                                      | ポニーキャニオン                   | 1992年8月に発売予定だった。 | -                           |
| THE GOLF '93                                | ジーオーワン                       | 『THE GOLF '92』の続編 | [ 58 ]                      |
| プレヒストリック                            | ケムコ                             | | [ 58 ]                      |
| まさかり伝説 金太郎アクション編             | トンキンハウス                     | 『マサカリ伝説 金太郎』シリーズ4作品の第3弾となる予定だったが、鯨武は情報不足を理由に、第2弾にあたるゲームボーイ用ソフト『まさかり伝説 金太郎RPG編』との関係が不明瞭だとしている | [ 58 ]                      |
| ラブクエスト                                | 徳間書店インターメディア           | 1994年1月に発売予定だったが、開発の遅れやファミコン市場の衰退を受け、のちにスーパーファミコン用ソフトとして発売された また、ファミコン版のサンプルソフトも流出している | [ 59 ]                      |
| アルマジロ2                                 | IGS                                | 1993年3月に発売予定だった | [ 60 ]                      |
| ソルダム                                    | ジャレコ                           | 同名アーケードゲームの移植版で、1993年7月23日に発売が予定されていた。 同年にゲームボーイ版は発売されたが、ファミコン版は未発売に終わった。 なお、本作のデータは現存しており、2016年に開催された展覧会「ジャレコ展」で試遊可能な状態で展示されたほか、2017年に発売された『そるだむ 開花宣言』のサウンドトラックにファミコン版の音楽が収録された。 | [ 34 ] [ 61 ] [ 62 ] [ 63 ] |
| 源さんのクイズトライアスロン                | アイレム                           | | [ 64 ]                      |
| けろけろっぴの魔法の国の伝説                | キャラクターソフト                 | サンリオのキャラクターけろけろけろっぴ初のRPGとなる予定だった なお、キャラクターソフトはサンリオの子会社 | [ 65 ]                      |
| グローブビート                              | タイトー                           | 疑似3Dを採用した対面型ボクシングゲームとして、1993年5月に発売が予定されていた | [ 66 ]                      |
| 時空の翼                                    | ロジーク                           | ジー・アミューズメンツのファミコン参入作として1993年10月に発売される予定だった | [ 66 ]                      |
| 囲碁指南'95                                 | ヘクト                             | | [ 67 ]                      |
| 早指し二段森田将棋2                         | セタ                               | スーパーファミコン版のみ発売。 なお、1995年に雑誌『ファミ通』のオークション企画にて本作のサンプルカセットが出品された | [ 67 ]                      |
| JリーグサポーターズBOX                      | エレクトロニック・アーツ・ビクター | | [ 67 ]                      |
| ヴァトルギウス                              | IGS                                | | [ 68 ]                      |
| ガスターフィルード                          | コナミ                             | | [ 68 ]                      |
| 甲子園2                                     | ケイ・アミューズメントリース       | | [ 68 ]                      |
| ザインドスリーナ                            | テクノスジャパン                   | | [ 68 ]                      |
| G1                                          | ナツメ                             | | [ 68 ]                      |
| スターダスト                                | ソフエル                           | | [ 68 ]                      |
| トリッキー                                  | IGS                                | | [ 68 ]                      |
| ナイトライダー2                             | パック・イン・ビデオ               | | [ 68 ]                      |
| テラフォース                                | 日本物産                           | | [ 68 ]                      |
| バイオレント・ソルジャー                    | IGS                                | | [ 68 ]                      |
| フェアリーランドストーリー                  | タイトー                           | 1986年の『ファミリーコンピュータMagazine』誌に情報が掲載された。 2022年には1986年4月にビルドされたサンプルカートリッジがファンコミュニティの手によって発見されている。 | [ 68 ] [ 69 ]               |
| ヘリファイア                                | 任天堂                             | | [ 68 ]                      |
| マジカルパズル ポピルズ                     | テンゲン                           | | [ 68 ]                      |
| ミスターIQ                                  | トミー                             | | [ 68 ]                      |
| リブルラブル                                | ナムコ                             | | [ 68 ]                      |
| アンダーカバーコップス                      | アイレム                           | |                             |
| おえかキッズ アンパンマンとぼうけんしよう!! | バンダイ                           | おえかキッズシリーズ第2弾として予定されていた。 後に『おえかキッズ アンパンマンのひらがなだいすき』になったと考えられるが、 ひらがなの練習の他、数あてゲームや仲間合わせゲームなどもあった。 |                             |
| ガイア                                      | 発売元不明                         | |                             |
| クイズ10000                                 | ヘクト                             | |                             |
| ザ・テール                                  | ジャレコ                           | |                             |
| シァドゥ・ドゥ・ファントーム                | テクモ                             | |                             |
| ストリートファイター                        | カプコン                           | 同名アーケードゲームの移植版で、オムニバス作品"Street Fighter 30th Anniversary Collection"にて画面の写真が収録されていた | [ 70 ] [ 71 ]               |
| スポーツジョッキー                          | バンダイ                           | |                             |
| スラップショット                            | ケイ・アミューズメントリース       | |                             |
| 熱血くにおくん図鑑                          | テクノスジャパン                   | テクノスジャパンの新潟事業所が本社へのプレゼンのために制作したサンプルであり、2020年にテクノスジャパンの元社員・大竹剛によって存在が明かされた。 | [ 72 ]                      |
| 超美少女メタルスクロール                    | ハッカーインターナショナル         | |                             |
| フライングヒーロー                          | 発売元不明                         | 『飛ingヒーロー』とは別作品。 |                             |
| フリーダムファイター                        | 発売元不明                         | |                             |
| モンスタートラック                          | バリエ                             | ゲームボーイ版のみ発売。 |                             |
| ラスターギア                                | 発売元不明                         | |                             |
| シムシティ                                  |                                    | 日本国外で発売予定だったが、発売直前に中止 2017年にROMデータが発見され、2018年12月25日にネット上で公開 | [ 73 ]                      |
| Techno Cop                                  | テンゲン                           | 日本国外で発売予定だったが、アタリ・テンゲン裁判の影響で発売中止 | [ 74 ]                      |
| The Adventures of Dr. Franken               |                                    | 日本国外で発売が予定されており、プロトタイプ版までできていた。 | [ 75 ]                      |
| Hit the Ice                                 | タイトー                           | アーケードゲーム『ヒット・ジ・アイス』の移植版として、1993年に発売される予定だった。 また、独自要素としてRPG調の「クエストモード」の搭載が予定されていた。 2020年ごろに開発中のデータが見つかった | [ 76 ]                      |
| Scarabeus                                   |                                    | 元々はNES向けに発売される予定だったが、最終的に"Piramyd of Ra"という題名でゲームボーイ用ソフトとして発売された。 | [ 77 ]                      |
| en:Time Diver: Eon Man                      | タイトー                           | 1993年の時点で完成しており、 #45 of Nintendo Powerに記事が組まれていた。 | [ 45 ]                      |
| Police Academy                              | テンゲン                           | 同名映画のゲーム化で、1990年1月に日本国外向けに発売される予定だった。 | [ 45 ]                      |
| Dino-Hockey                                 |                                    | 恐竜もののアイスホッケーゲームで、1991年ごろの発売が予定されていた。のちにプロトタイプが見つかっている | [ 45 ]                      |

### 書籍（ムック含む）
- 鯨武長之介『ファミコン発売中止ゲーム図鑑』東京: 三才ブックス、2021年4月5日、8–154頁。ISBN 978-4-86673-246-6。OCLC 1245835934。
- 鯨武長之介『PCエンジン＆メガドライブ発売中止ゲーム図鑑(ゲームラボ選書）』東京: 三才ブックス、2023年3月22日。ISBN 978-4-86673-359-3。OCLC 1373376760。
- Scullion, Chris (2019年3月30日). The NES Encyclopedia. England: Pen & Sword Books Limited.{{cite book2}}:  CS1メンテナンス: デフォルトと同じref (カテゴリ)
- Scullion, Chris (2020-10-30). The SNES Encyclopedia. White Owl. ISBN 978-1-52673-7830
- Scullion, Chris (2024-11-30). The Game Boy Encyclopedia. White Owl